# Giuseppe Rosso
Giuseppe Rosso (Roma, 1907 – Maghec, 13 settembre 1941) è stato un militare italiano, insignito della medaglia d'oro al valor militare alla memoria nel corso della seconda guerra mondiale.

## Biografia
Nacque a Roma nel 1907, figlio di Francesco e Anna Carle
Iscrittosi alla facoltà di legge nell'università di Roma, nel 1925 si arruolò volontario nel Regio Esercito in qualità di allievo ufficiale di complemento dell'arma di cavalleria e nell'anno successivo, conseguita la promozione a sottotenente, fu destinato a prestare servizio nel Reggimento "Piemonte Reale Cavalleria" (2º). Posto in congedo nel settembre 1926, due mesi dopo entrava, come allievo, nella Regia Accademia Militare di Fanteria e Cavalleria di Modena uscendone nel luglio 1929 con il grado di tenente in servizio permanente effettivo, assegnato al Reggimento "Nizza Cavalleria" (1º) di stanza a Torino. Sempre a Torino fu poi comandante dello squadrone palafrenieri prima presso la Scuola di guerra e dal 1935, operò presso la Scuola di applicazione di cavalleria a Pinerolo. Promosso capitano nel luglio 1937, nell’ottobre dello stesso anno partì volontario per combattere nella guerra di Spagna dove prese parte alle azioni di Tortosa, Sagunto e Madrid. Ritornato in Patria nel maggio 1939, due mesi dopo, sempre come volontario, partì per l'Africa Orientale Italiana dove assunse il comando del 1º Squadrone del XIV Gruppo squadroni cavalleria delle Truppe Amara, allora al comando del colonnello Giulio De Sivo. Dopo l'entrata in guerra del Regno d'Italia, avvenuta il 10 giugno 1940,  si distinse in combattimento venendo insignito di una medaglia di bronzo al valor militare. Citato due volte sul Bollettino di guerra del Comando Supremo, cadde in combattimento a Maghecc il 13 settembre 1941, durante una carica contro le truppe etiopi di Ras Cassa Darghiè, venendo insignito della medaglia d'oro al valor militare alla memoria.

### Annotazioni
1. ↑  Figlia del Senatore del Regno d'Italia Giuseppe Carle.

### Fonti
1. 1 2 3 4 5 6  Combattenti Liberazione.
2. 1 2 3  Gruppo Medaglie d'Oro al Valor Militare 1965, p. 720.
3. 1 2 3 4  Chiusa antica.
4. ↑   Rosso, Giuseppe Medaglia d'oro al valor militare, su quirinale.it, Quirinale. URL consultato l'11 luglio 2021.